# عزيز الشافعي
عزيز الشافعي، (6 أكتوبر 1977 -) هو ملحن ومغني مصري، قام بتلحين العديد من الأغاني للعديد من المطربين في العالم العربي.

## أهم أعماله
- إليسا: بتمايل (2023). دايما على بالي (2024).
- شيرين عبد الوهاب: بتمني أنساك، اللي يقابل حبيبي، هنحتفل، عسل حياتي (2024).
- عمرو دياب: يوم ثلاث، قدام مرايتها، سهران، زي ما أنتي، بالضحكة دي، أماكن السهر (2019 - 2020).
- محمد حماقي: زيها مين (2021). ادرينالين (2022).
- حسين الجسمي: اسمراني (2024).
- رامي صبري: حياتي مش تمام (2020). مع نفسي (2022).
- تامر حسني: بعيد عن عيني (2008). محدش يقولي، صحيت علي صوتها، عين شمس (2010). صعبة، خليك فولاذي (2021).
- نانسي عجرم: تيجي ننبسط (2023).
- بهاء سلطان: أنا غلطان، تعالى أدلعك (2022).
- أنغام: نفضل نرقص (2021).
- مصطفى حجاج: يا منعنع (2014). خطوة يا صاحب الخطوة (2018). نصيبي وقسمتي (2020).
- عامر منيب: فيك حاجة (2008).
- سوما: ده حبيبي، لقيت معاك، إتخدعت فيك، لوحدك حبيبي (2010).
- روبي: حته تانيه (2021). نمت ننه (2022).
- نوال الزغبي: ياجدع، مش مسامحة (2015).
- محمد فؤاد: ابن بلد (2010).
- نيكول سابا: براحتي (2009).
- جنات: حب جامد، واحشني (2013).